# Benoît Dunoyer de Segonzac
Benoît Dunoyer de Segonzac (* 1962 in Strasbourg) ist ein französischer Komponist und Bassist, der vor allem für seine Mitwirkung in der Jazzformation von Jacques Loussier, dem Begründer des Play Bach, bekannt ist.
Dunoyer de Segonzac begann bereits mit fünf Jahren eine musikalische Ausbildung am Straßburger Konservatorium. Im Alter von zwanzig Jahren schloss er seine Ausbildung am Kontrabass bei Vincent Pasquier und Jean Marc Rollez ab. Er spielt mehrere Instrumente und engagierte sich in einem weiten musikalischen Spektrum, vom Jazz (Louis Sclavis, René Urtreger, Marc Ducret, Vincent Courtois, Jean-Rémy Guédon, Catherine Delaunay) über Klassik, zeitgenössische Musik (Jean Pierre Arnaud) und Improvisationsmusik (Accroche Note) bis zu Chanson (Pierre Louki), Cabaret (Hanna Schygulla) sowie Filmmusik (Kid Power – Die Nervensägen! von Eric Civanyan). Durch sein für das Festival von Avignon von 1996 entstandene Werk Souingue ist er auch als Komponist bekannt. Seit 1997 spielte er (fünfsaitigen) Kontrabass im Trio von Jacques Loussier. Er ist auch auf Alben von Cheb Khaled und Stephan Eicher sowie im Quartett Ocean mit Sylvain Beuf zu hören und gehörte seit 2017 der Paris Combo um Belle du Berry an.